# Arthrocnodax abdominalis
Arthrocnodax abdominalis är en tvåvingeart som beskrevs av Ephraim Porter Felt 1911. Arthrocnodax abdominalis ingår i släktet Arthrocnodax och familjen gallmyggor.
Artens utbredningsområde är Peru. Inga underarter finns listade i Catalogue of Life.